# Стара кућа на Варош капији
Стара кућа на Варош капији се налази у Београду, у Грачаничкој улици бр 10. Зграда има статус споменика културе од великог значаја.
Подигнута је крајем 18. века као породична стамбена кућа, са високим двосливним кровом, има подрум, приземље и спрат. Зидана једноставно, без зидне пластике, са једноставним прозорима. На спратном делу куће, према дворишту, налазио се трем са дрвеним стубовима који је каснијим преправкама знатно измењен.
Својим положајем ова кућа на Варош капији маркира стару регулацију града и представља један од ретких сачуваних примера градске архитектуре панонског порекла на прелазу из 18. у 19. век. Истовремено, у развоју архитектуре Београда, она документује период прелаза из балканске у средњоевропску архитектуру и један је од најранијих доказа усвајања новог начина грађења, обликовања и становања, као и преплитања културних утицаја на тлу Београда. Конзерваторски радови изведени су 1974. године.